# Джандуйя

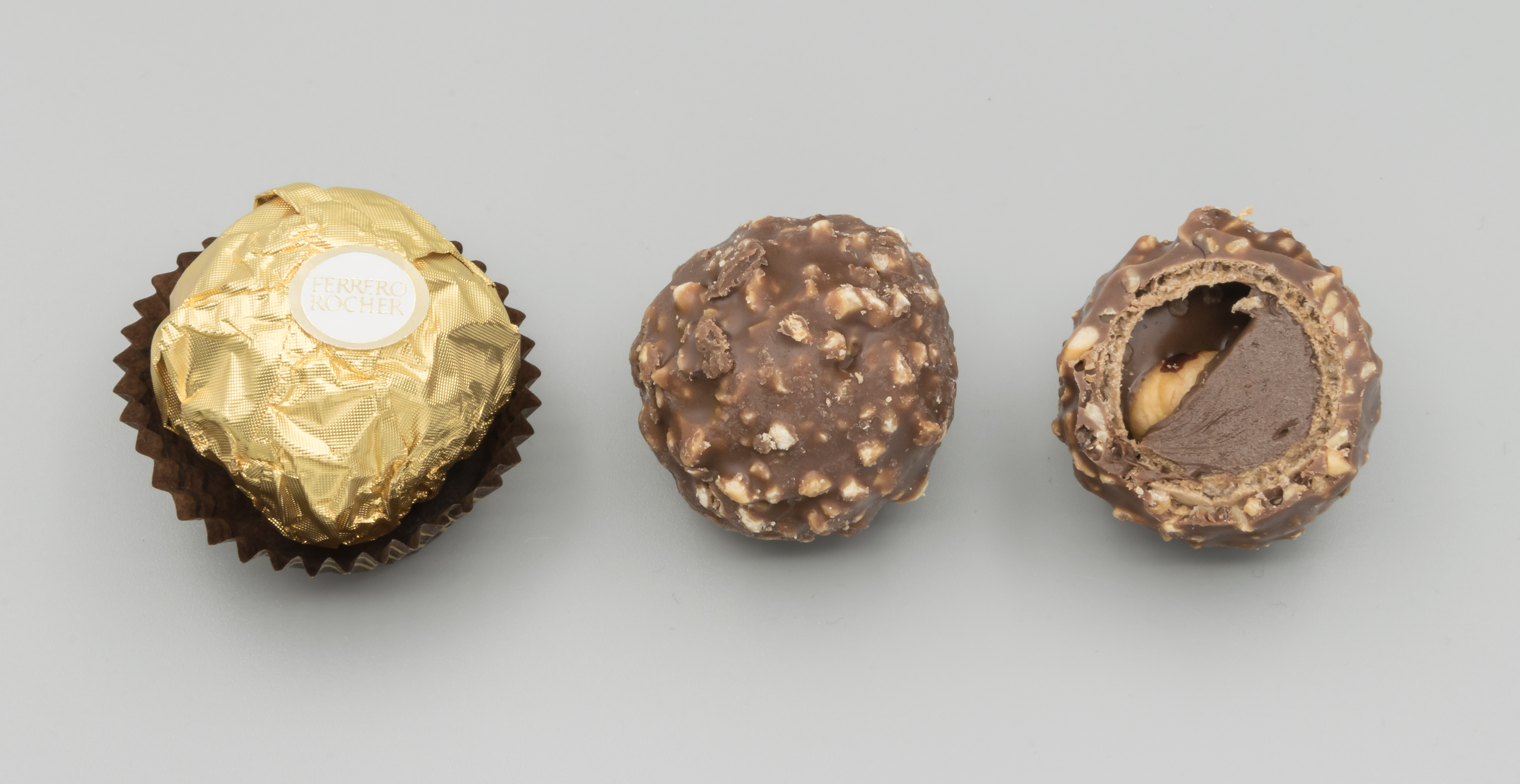
Конфеты Ferrero Rocher с начинкой из джандуйи

Джандуйя (итал. gianduia или gianduja) — шоколадная паста, на треть состоящая из молотых лесных орехов. 
Этот продукт был известен в Пьемонте в первой половине XIX века. Название получил по имени карнавального персонажа-марионетки Джандуя. В Евросоюзе пьемонтский лесной орех относится к продуктам, чьё происхождение подлежит контролю (IGP).
На основе джандуйи в 1852 году фирма Caffarel из Лузерна-Сан-Джованни начала выпускать конфеты «Джандуйотто» (итал. Gianduiotto), которые стали одной из фирменных сладостей Турина.
В 1946 году пьемонтский кондитер Пьетро Ферреро (хозяин предприятия Ferrero) разработал шоколадно-ореховую пасту («pasta gianduja», «supercrema gianduja»), которая с 1964 года продаётся под названием «Nutella».